# 시드니 공과대학교

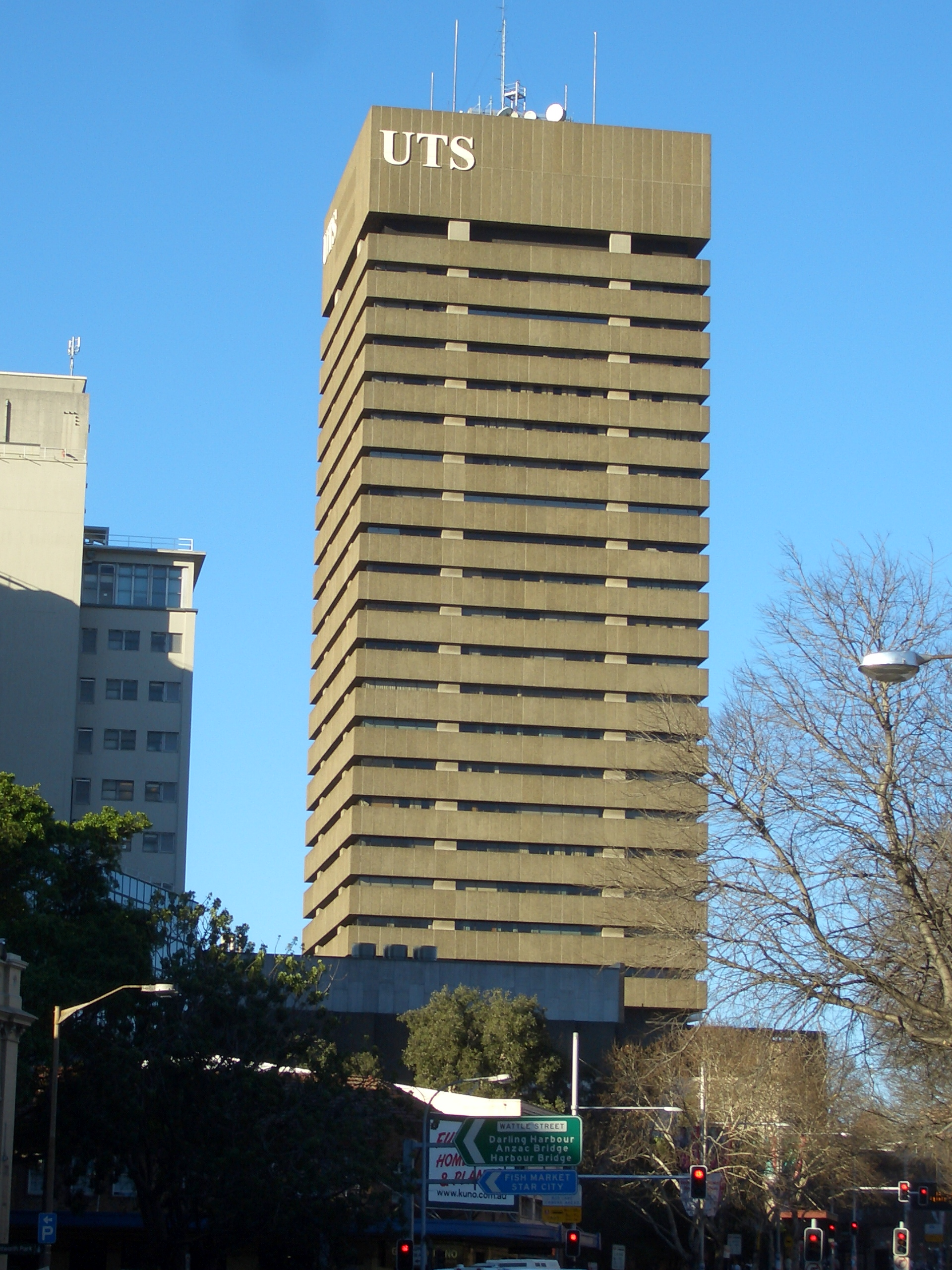

시드니 공과대학교(University of Technology, Sydney 약칭 UTS)는 오스트레일리아 뉴사우스웨일스주 시드니 중심부에 위치한 대학이다.

## 같이 보기
- 오스트레일리아의 대학 목록